# 仁侠姫レイラ
『仁侠姫レイラ』（にんきょうひめレイラ）は、梶研吾原作・米井さとし作画による日本のプロレス漫画作品。『週刊少年チャンピオン』（秋田書店）で、2009年19号から24号まで短期集中連載をした後、2010年21・22合併号から本格連載となり、同年52号まで連載された。
雑誌掲載時、最終話である29話の最後のページには「第1部完」と記されていたが、後日発刊されたコミックス4巻では「完結」となっている。

## あらすじ
日本プロレス界に、突如として現れた覆面レスラー・仁侠姫レイラ。彼女は人気レスラー・羽丘勇人に挑戦し、見事な逆転勝利でデビュー戦を飾る。
デビュー戦の後、姿を消していたレイラが、北部プロレスのリングに乱入。巨漢レスラー・ノース嵐に勝利する。再びプロレス界に登場したレイラを巡り、様々な思惑が交錯する。

## 登場人物
仁侠姫レイラ（にんきょうひめレイラ）
主人公。本名は「海原れいら（うなばら れいら）」。数年前に突然姿を消したプロレス狂の父親を捜すため、プロレスラーとなって戦うことを決意する。背中に人魚姫の刺青をしている。
普段は女子高生。覆面レスラーとなってリングに上がっていることは学校の関係者には知られていない。普段はドジで締まりがなく“仁侠姫レイラ”の面影を感じさせることはないが、一旦気合が入ると学校の不良達程度なら圧倒する程の気迫を見せる。
本連載開始時に、北海道の北王学園高校に転校する。その後、日本各地のプロレス団体との興行に合わせて、地元校への転校を繰り返す。

### 大帝都プロレス
グレイトフル帝都（グレイトフルていと）
大帝都プロレスの社長兼レスラー。レイラのマネージャーを務め、家事や移動の際の運転手役も担っている。
谷（たに）
大帝都プロレスのレフェリー。過去にグレイトフル帝都と共にアメリカで修行したことがある。客の入らない大帝都プロレスに見切りをつけ、グレイトフル帝都のもとを去る。

### 西部プロレス
羽丘 勇人（はねおか ゆうじん）
西部プロレスのエースで、現プロレス界のトップレスラー。長身の美男子で、異性にもてる。得意技は、対戦相手の頭を掴んで振り回しながらマットに何度も叩きつけるの「D・S・D（ダンシング・スプレン・ドール）」。
黒霧 久巳（くろきり ひさみ）
西部プロレスの部長。自分達の面子を潰したレイラを打倒するため、傘下のプロレス団体に手を回す。

### 北部プロレス
北海道を拠点としたプロレス団体。
オホーツク北海（オホーツクほっかい）
北部プロレスの社長兼レスラー。グレイトフル帝都の昔馴染みで、昭和プロレスの名残を残すレスラー。ロートルだが、自らリングに上がることもあり、ホエル・ザ・キッドとタッグを組んでレイラ&帝都タッグと対戦する。
北海 吠（ほっかい ほえる）
オホーツク北海の一人息子で、北部プロレスのレスラー。リングネームは“ホエル・ザ・キッド”。ルチャリブレのような、軽快な動きを中心としたスタイルが特徴。プロレスのことしか頭に無い父親への反発もあって、試合への出場は不定期。
普段は北王学園高校の生徒。転校してきた“れいら”に一目惚れするが、リング上では“レイラ”にも一目惚れし求婚する。レイラ&帝都とのタッグマッチを通して、真のプロレスラーとして覚醒する。
ノース嵐（ノースあらし）
北部プロレスのレスラー。巨体を生かした体当たり技が得意。レイラと最初に戦った北部のレスラー。
流氷仮面（りゅうひょうかめん）
北部プロレスの覆面レスラー。奥羽プロレス主催の「みちのくに覆面KOトーナメント」にゲストとして参戦、1回戦第2試合でゆきおんなと対戦して敗退する。本名は山下。
名称不明のマスクマン
クマのマスクをしているがリングネームは不明。奥羽プロレスの試合に参戦した流氷仮面のセコンドにつく。

### 奥羽プロレス
東北地方を拠点とするプロレス団体。作中に登場するレスラーは全員覆面をしており、また東北地方に縁のあるキャラクターや日本の妖怪をモチーフにしたギミックレスラーが多い。 
サンダーカムイ
奥羽プロレスの社長兼レスラーで、覆面レスラー。まだ若いがやり手で、マスコミをも利用した様々な仕掛けを繰り出す。
必殺技は、源義経の八艘飛びの如く、ロープを足場にして自在に飛び回る空中殺法「カムイ・ローリング・サンダー」。
レイラを迎えて「みちのくに覆面KOトーナメント」試合を開催。「カレーラ・コントラ・カレーラ (覆面剥ぎと引退を賭けた試合)」を挑むが、その際に「レイラを勝たせる」という台本（ブック）を決める。
ナマハゲッター壱号・弐号（ナマハゲッターいちごう・にごう）
奥羽プロレスのギミックレスラーのコンビ。ナマハゲのコスプレをしており、包丁を投げつけてくる。弐号は女性で、2人は夫婦でもある。
ヒマツリ仮面（ヒマツリかめん）
奥羽プロレスのレスラー。ひょっとこのお面を被っており、その口から火炎を吐く他、拳に炎を纏わせる「火炎（ファイヤー）ナックルパート」や全身に炎を纏い背後からスリーパーホールドを極める「バーニング・スリーパー」という技を使うなど、火を使った攻撃が得意。
一家が心中を図ったが、自分1人が生き残った天涯孤独の身。自身も瀕死の状態に陥るが、奥羽プロレスのレスラー達に救われる。それ以来奥羽プロレスを家族と思い生きてきた。
虚空僧侶（こくうそうりょ）
奥羽プロレスのレスラー。背中に竜虎の刺青をしている。「みちのくに覆面KOトーナメント」の1回戦第1試合でレイラと対戦する。
幼い頃から人里離れた寺で武道の修練を積んできたが、15歳の時に山を下りてから町で荒れた生活を送り、遂にはヤクザに殺されそうになったところをカムイに助けられる。それを機に奥羽プロレスに入団し、背中の刺青を隠しながらレスラーとして活躍してきた。
九尾狐（きゅうびきつね）
奥羽プロレスのレスラー。狐の面をつけたギミックレスラーで、女性ファンが多い。
ザ・土偶（ザ・どぐう）
奥羽プロレスのレスラー。土偶を模した面と服を身につけており、小柄だが筋骨隆々とした体型をしている。膂力を活かしたパワーファイトを得意とし、背後から相手の首に組み付いて後方に回転して投げる「邪馬台落とし」、体を回転させながら相手を連打し、倒れることすら許さない「縄文式泥縄潰し」といった技を使う。奥羽プロレスのポリスマンとも噂される。
ゆきおんな
奥羽プロレスのレスラー。顔の下半分と右目の部分が露出した般若の面をつけた女性レスラー。体の柔軟さと可動範囲の広い関節を利した、しなやかで強靭な動きを見せ、また両手の握力も強い。その正体は、血翔飛鳥（けっしょうひちょう）の異名を持つ、当時アイドルレスラーだった闘田零美（とうだ れみ）。
キングベンケイ
奥羽プロレスのレスラー。武蔵坊弁慶を模したコスプレをしており、左目の下に傷がある。正体は、カムイとともに奥羽プロレス旗揚げ当時からの古参レスラーである浅木太（あさぎ ふとし）。

### その他
猪成 サトル（いなり サトル）
週刊ストンピングの記者。
山崎（やまさき）
週刊ストンピングの新米記者。

## 単行本
- 梶研吾（原作）・米井さとし（作画） 『仁侠姫レイラ』秋田書店 〈少年チャンピオン・コミックス〉 全4巻
  1. 2010年9月8日発売 ISBN 978-4-253-20251-0
  2. 2010年11月8日発売 ISBN 978-4-253-20252-7
  3. 2011年1月7日発売 ISBN 978-4-253-20253-4
  4. 2011年2月8日発売 ISBN 978-4-253-20254-1